# 071型破冰船
071型破冰船（北約代號：Yanha級，延哈級）是中國第一代自主設計建造的破冰船，服役於中國人民解放軍海軍（PLAN）。本級共建造兩艘，屬於三個不同改型，現已全部退役或轉移至其他部門，由210型破冰船所取代。

## 研發背景
1969年，渤海海域發生大規模結冰，造成重大經濟損失，並暴露出當時服役的舊式破冰船（多為1950年前建造）已無法勝任嚴重冰況下的破冰任務。時任中國國務院總理周恩來下令展開破冰船自研計畫，海軍遂發布082號命令訂立基本需求，指定江南造船廠下屬求新船廠負責研製。
設計團隊於1969年3月14日至19日前往天津航標局蒐集資料，同年提交設計並獲得海軍813號命令批准。首艘艦自1969年9月24日動工，僅用101日即完工。由於建造進度緊湊，首艘艦未能納入部分設計修正，第二艘艦則根據首艘的經驗進行修改，改型為071A型。
其後，第二艘艦再次進行技術升級，被重新定型為071G型，其中「G」為「改」（即「改進」）之縮寫。此艦亦更名為「東海519」。
071型破冰船採用錳鋼建造，艦艏鋼板厚達24公釐，可破冰厚度達1公尺。艦名採用「海冰」作為通名，後接三位數字編號。

## 艦艇列表
| 型號                 | 舷號                     | 建造廠     | 下水日期       | 服役日期   | 現況                                 | 隸屬單位                 |
| -------------------- | ------------------------ | ---------- | -------------- | ---------- | ------------------------------------ | ------------------------ |
| 071型                | 海冰722                  | 江南造船廠 | 1969年12月26日 | 1971年12月 | 2013年6月7日退役                     | 北海艦隊                 |
| 071A（後改為071G型） | 海冰721（後更名東海519） | 江南造船廠 | 1972年8月      | 1973年2月  | 2013年轉交中國海警，作為破冰拖船使用 | 北海艦隊（後轉中國海警） |

## 其他用途
由於破冰任務具有季節性，071型破冰船亦配備電子情報（ELINT）裝置，在非冬季期間可充當情報船執行偵察任務。